# Domremy-aux-Bois
Pour les articles homonymes, voir Domrémy (homonymie).
Domremy-aux-Bois est un village et une ancienne commune française de la Meuse.

## Histoire
Le 1er janvier 1973 (arrêté préfectoral en date du 21 novembre 1972), Domremy-aux-Bois fusionne avec Loxéville et Ernecourt pour former la nouvelle commune d'Erneville-aux-Bois, dont Ernecourt est le chef-lieu. Domremy-aux-Bois a le statut de commune associée.

## Politique et administration
| Période                                  | Période | Identité        | Étiquette | Qualité |
| ---------------------------------------- | ------- | --------------- | --------- | ------- |
|                                          |         | Corinne KLETZEL |           |         |
| Les données manquantes sont à compléter. |         |                 |           |         |

## Démographie
| 1836 | 1911 | 1926 | 1931 | 1936 | 1946 | 1954 | 1962 | 1968 |
| ---- | ---- | ---- | ---- | ---- | ---- | ---- | ---- | ---- |
| 262  | 145  | 102  | 94   | 91   | 79   | 92   | 88   | 86   |